# Adolphe Hug
Adolphe Hug (Zürich, 23 september 1923 - 24 september 2006) was een Zwitsers voetballer die speelde als doelman.

## Carrière
Hug begon zijn carrière bij Grasshopper Zürich waar hij in zijn eerste seizoen meteen de beker en de landstitel won. Na een seizoen ging hij spelen voor Lausanne Sports waar hij in 1944 opnieuw de dubbel veroverde. Hij speelde zeven seizoenen voor Lausanne Sports waarna hij ging spelen voor Urania Genève Sport. Hij eindigde zijn carrière bij FC Locarno.
Hij speelde vijf interlands voor Zwitserland en nam met de nationale ploeg deel aan het WK voetbal 1950.

## Erelijst
- Grasshopper Zürich
  - Landskampioen: 1942
  - Zwitserse voetbalbeker: 1942
- Lausanne Sports
  - Landskampioen: 1944
  - Zwitserse voetbalbeker: 1944